# Leucoloma humbertii
Leucoloma humbertii är en bladmossart som beskrevs av Potier de la Varde 1950. Leucoloma humbertii ingår i släktet Leucoloma och familjen Dicranaceae. Inga underarter finns listade i Catalogue of Life.